# 左手のためのピアノ協奏曲 (ラヴェル)

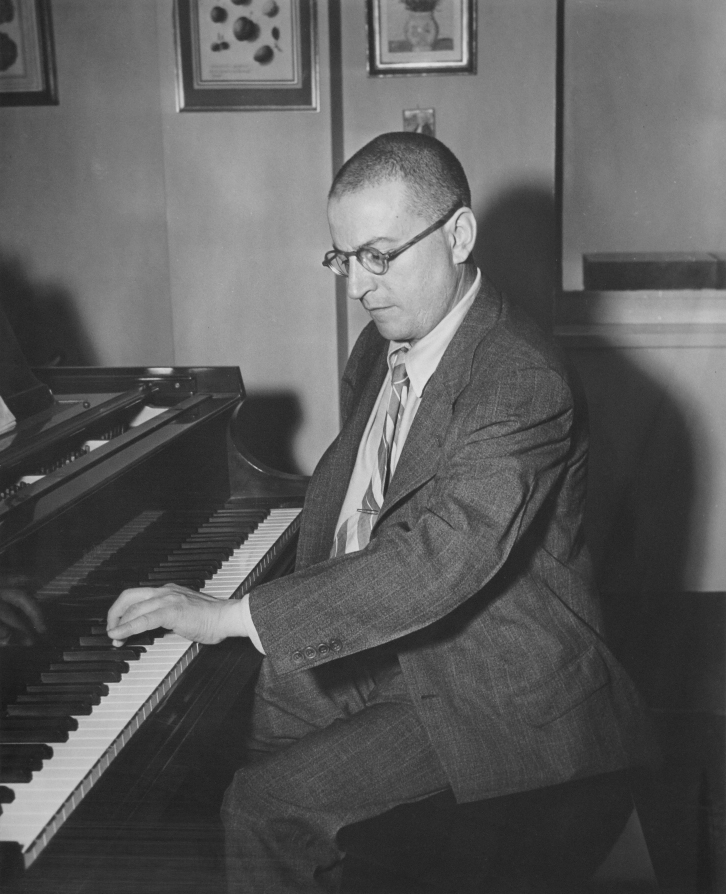
パウル・ウィトゲンシュタインとピアノ

『左手のためのピアノ協奏曲 ニ長調』（ひだりてのためのぴあのきょうそうきょく、仏:  Le Concerto pour la main gauche en ré majeur ）は、モーリス・ラヴェルが第一次世界大戦で右手を失ったピアニスト、パウル・ウィトゲンシュタインの依頼を受けて作曲したピアノ協奏曲であり、ラヴェルにとって最初のピアノ協奏曲である。マルセル・マルナ監修による作品番号は M. 82 である。

## 概要

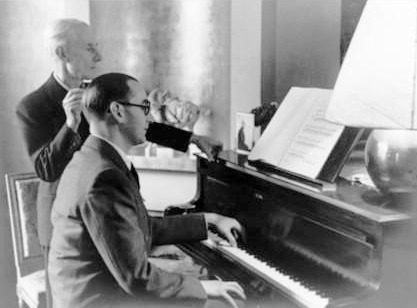
1937年にパリで『左手のためのピアノ協奏曲』を弾くジャック・フェヴリエとモーリス・ラヴェル

ウィトゲンシュタインの依頼を受けたラヴェルは果敢にも、当時すでに構想していた『ピアノ協奏曲 ト長調』と並行してこの曲を作曲することに挑戦した。2つのピアノ協奏曲を並行して作曲したことについて、ラヴェル自身は「とても興味深い体験だった」と語っている。
作曲は1929年冬に始められ、およそ9ヶ月後の1930年に完成したが、ラヴェルは作曲するに当たって、古今の作曲家による左手のためのピアノ曲の数々（サン＝サーンスの『左手による6つの練習曲』作品135、ゴドフスキーの『ショパンのエチュードによる練習曲』、チェルニーの『左手の学校』作品399および『左手のための24の練習曲』作品718、アルカンの『片手ずつと両手のための3つの大練習曲』作品76の1番、アレクサンドル・スクリャービンの『左手のための2つの小品』作品9）を勉強した。
1931年11月27日、ウィーンでロベルト・ヘーガー指揮、ウィトゲンシュタインのピアノで初演が行われたが、ウィトゲンシュタインは楽譜通りに弾き切れずに勝手に手を加えて演奏し、その上ピアノがあまりにも難技巧にこだわりすぎていて音楽性がないと非難したため、ラヴェルとウィトゲンシュタインとの仲はこれ以降険悪となった。その後、1933年1月27日に、ジャック・フェヴリエの独奏によりパリで再演されたのが、楽譜どおり演奏された初めての演奏となった。
これ以降も、右手の一時的あるいは恒久的な故障や欠損により左手のみで活動するピアニストはしばしば現れており（ミシェル・ベロフ、レオン・フライシャー、舘野泉など）、この協奏曲は彼らの重要なレパートリーの1つとなっている。もちろん、普通のピアニストによっても盛んに演奏される。

## 楽器編成
独奏ピアノ、ピッコロ（3番フルート持ち替え）、フルート2、オーボエ2、イングリッシュ・ホルン、小クラリネット、クラリネット2、バスクラリネット、ファゴット2、コントラファゴット、ホルン4、トランペット3、トロンボーン3、テューバ、ティンパニ、大太鼓、小太鼓、シンバル、タムタム、トライアングル、ウッドブロック、ハープ、弦五部
オーケストラは協奏曲としては大規模な三管編成がとられている。また、多様な打楽器とハープが用いられている点は『ピアノ協奏曲 ト長調』と共通している。ピアノが左手だけのために書かれているからといって、テクスチュアが薄く聴こえないようにという配慮の1つである。

## 楽曲解説
レント、ニ長調、4分の4拍子。演奏時間は約18分。単一楽章の3部構成であるが、3楽章構成とも見て取れる。また、通常の協奏曲にみられるような「急-緩-急」ではなく、「緩-急-緩」という逆の構成になっている。
オーケストラパートをピアノ編曲した自筆譜の表紙には「混じりあったミューズたち」（musae mixtatiae）と記されており、叙情的な音楽、ジャズ、スケルツォ、行進曲など、異なる様式の音楽が並置された、この協奏曲の性格を示唆している。
第1部は、コントラバスとチェロの和声とコントラファゴットの旋律という超低音で始まると、オーケストラが次第に高揚し、最高に盛り上がった所でピアノが割り込み、華やかなカデンツァを奏す。
全体的に可憐なイメージの第1部とは変わって、第2部ではテンポがアレグロとなり、ジャズ的にピアノが演奏され、途中で第1部を思わせる美しい旋律がありながらも、ユーモアに溢れている。
続くテンポ・プリモの第3部では第1部の回帰主題が奏されるが、すぐにピアノの非常に長いカデンツァになり、ラヴェル独特の精緻な技巧が左手のみで超絶的に演奏される。最後はアレグロで第2部の動きが再度繰り返され、一瞬のうちに終わる。